# Leucauge annulipedella
Leucauge annulipedella är en spindelart som beskrevs av Embrik Strand 1911. Leucauge annulipedella ingår i släktet Leucauge och familjen käkspindlar. Inga underarter finns listade i Catalogue of Life.